# Arnau Blazquez
Blazquez  Fabregas est un nom espagnol. Le premier nom de famille, en général paternel, est Blazquez ; le second, en général maternel, souvent omis, est Fabregas.
Arnau Blazquez Fabregas, né le 3 mars 1986, est un gardien espagnol de rink hockey. Il a joué au SCRA Saint-Omer.

## Parcours sportif
Évoluant dans le championnat espagnol, il quitte Maçanet à l'issue de la saison 2009. 

Il rejoint l'équipe première de Saint-Omer en 2009, avec laquelle il remporte la coupe de France. Il quitte le championnat français au bout d'une saison. 

### Palmarès
En 2010, il remporte la coupe de France de rink hockey. 